# Tex (Musiker)
Tex (* 1970) ist der Künstlername des deutschen Singer-Songwriters und Moderators Christoph Drieschner.

## Leben
Drieschner stammt aus einem naturwissenschaftlichen Elternhaus. Er studierte Mathematik und arbeitete als Programmierer.
Von 1994 bis 2000 war er Mitglied der Hamburger A-cappella-Band The Buddhas, veröffentlichte jedoch parallel bereits ab 1997 erste eigene Tonträger, damals noch unter dem Namen Tex Hindenburg. Auch wurden eigene Konzerte mit wechselnder Bandbesetzung gespielt.
2001 erschien die erste Veröffentlichung unter dem Namen Tex. Die gleichnamige CD enthält zum Großteil Live-Aufnahmen von einem Auftritt in Bad Aibling. Das Artwork wurde hier zum ersten Mal von den Brüdern Poschauko übernommen – eine Zusammenarbeit, die bis heute bei den meisten Tonträgern von Tex fortgeführt wird.
Es folgte der Umzug von Hamburg nach Berlin. 2004 bestritt die Band um die 50 Konzerte, darunter eine Clubtour mit der befreundeten Band Juli, welche sich nach dem gleichnamigen Song von Tex benannt hat.  Im selben Jahr erschien auch die CD „NV69“, welche aus Live-Aufnahmen in der Besetzung Drieschner, Pivo Deinert, Gunter Papperitz, Christian Koops, Greulix Schrank besteht.
Zur Bundestagswahl 2005 veröffentlichte Drieschner die Single „Sie haben die Wahl“, welche sich auch auf dem 2006 erscheinenden Album „Aber nachts“ wiederfindet. „Aber nachts“ stellte ein multimediales Konzeptalbum da, welches Hörspiel, CD, Roman, Kunstband, Fotolovestory und Comic vereint und an dem Band, Autor, Schauspieler, Grafiker, Kameraleute,  Fotograf, Comiczeichner, Hörspielproduzent und weitere Helfer über ein Jahr lang gearbeitet hatten.
Im Mai 2008 moderierte Drieschner erstmals das von ihm erdachte Format TV Noir. Das selbstbetitelte „Wohnzimmer der Songwriter“ ist eine Musik-Talk-Show vor Publikum, bei der monatlich zwei musikalische Gäste in intimem Rahmen akustische Versionen ihrer Stücke vortragen, interviewt werden und in Spielen gegeneinander antreten. Die Sendung wird aufgezeichnet und im Anschluss in Auszügen auf der TV Noir Webseite und bei YouTube veröffentlicht.
Anfangs fand TV Noir noch im Berliner Café Edelweiss statt, zog jedoch wegen der immer größeren Anzahl von Besuchern Ende 2009 in den Heimathafen Neukölln um. 2009 wurde die Sendung für den Grimme Online Award nominiert, in den nächsten Jahren saßen deutsche Größen wie Wir sind Helden und internationale Musiker wie Heather Nova oder William Fitzsimmons auf dem TV-Noir-Sofa. Seit Mai 2011 wurde TV Noir einmal pro Monat auf dem 2016 eingestellten Sender ZDFkultur ausgestrahlt.
Neben seiner Moderatorentätigkeit bei TV Noir ist Drieschner auch weiterhin als Musiker aktiv.

## Diskografie

### Alben
- 1997: Düster bist du schön als Tex Hindenburg
- 2001: Tex (größtenteils live)
- 2004: NV69 (live)
- 2006: Aber nachts
- 2015: Von hier bis aufs Dach (Veröffentlichung als Songbook mit USB-Stick)

### Singles/EPs
- 2003: Akustik. (EP)
- 2005: Sie haben die Wahl (Single)
- 2006: Dein Mond (EP)
- 2007: Von meinem Planeten (EP)